# Babadsari (Kutowinangun)
Babadsari is een bestuurslaag in het regentschap Kebumen van de provincie Midden-Java, Indonesië. Babadsari telt 3097 inwoners (volkstelling 2010).